# دشتكار (مشيز بردسير)
دشتکار (بالفارسية: دشتکار) هي قرية تقع في إيران في البلدة المركزية. يقدر عدد سكانها بـ 2,562 نسمة .